# Nick Thomas
Nick Thomas (geb. als Nicholas Mark Thomas; * 20. Dezember 1964 in Barton-on-Sea) ist ein britischer Schlagzeuger und Perkussionist mit langjährigem Wohnsitz in der Schweiz.

## Leben und Wirken
Nick Thomas spielte bereits im Teenager-Alter Schlagzeug und Perkussionsinstrumente und wirkte ab Anfang der 1980er Jahre bei verschiedenen Pub-Rock-Bands in London und Umgebung mit, unter anderem trat er mit Impossible Extras auf. 1980 übersiedelte er in die Schweiz und knüpfte in Zürich im Alter von 18 Jahren erste Kontakte zu Putsch, einer neugegründeten Funk-Punk-Band. Kurz darauf spielte er ein Konzert im Volkshaus.
In St. Gallen gründete er Ende der 1980er Jahre zusammen mit Thomas Straumann, Tibor Lörincz und Marcello de Cristofaro die Band Gentle Rebels, die 1990 nach zweiwöchiger Englandtour unter anderem den von Nescafé & Yamaha präsentierten „Band Explosion Contest“ gewann. Thomas absolvierte ein Studium am Musicians Institute in Los Angeles, das er 1990 mit Zertifikat abschloss. Anschließend wurde er in der Schweiz vom Duo Just Two um musikalische Unterstützung angefragt. Das Duo entwickelte sich daraufhin zu einer langjährig erfolgreichen Coverband. Auch später wirkte er immer wieder in diesem Duo mit.
Thomas flog kurze Zeit später bereits wieder nach England, um bei der alternative-rock-Band Immaculate Fools den Drummer zu ersetzen. Mit Immaculate Fools folgten mehrere internationale Tourneen und zwei Studioalben. Außerdem spielte er mit der Schweizer Countrymusikerin Britta T. Vom Folk-Trio Kruger Brothers erhielt er ein Angebot, sie bei zwei Auftritten in der Schweiz zu unterstützen. Nebst Standardauftritten spielten sie oftmals auch Swing und Jazz im Trio, woraus sich ein Kontakt zu James T. Slater ergab, dessen Soloprojekt er bis 2002 mit Liveauftritten unterstützte. Parallel spielte er bei der von Rikki Dunmore gegründeten Zürcher Band Belcafé. Ihr erstes Studioalbum, „Primadonna“, wurde 2005 veröffentlicht. Daneben spielte er einige Auftritte mit Buckminster, bevor er von Brett Davidson für sein Projekt Captain Ludd angefragt wurde.
Seit der Geburt seines ersten Sohnes arbeitet Thomas bis heute als Schlagzeuglehrer an der Jugendmusikschule in Winterthur. Nach der Geburt seines zweiten Sohnes im Jahr 2006 begann seine Zusammenarbeit mit dem Funk-Musiker Gee-K. schweizweit und er trat auch im DACH-Raum auf. Von 2010 bis 2011 sprang er kurzfristig bei der Rockabillyband Hillbilly Moon Explosion für ihre Osteuropa-Tour ein.
Mit seinem langjährigen Basskollegen Marc Ray Oxendine trat Thomas seit den 1990er Jahren immer wieder mit Just Two auf, das Verhältnis mit der Schweizer Coverband intensivierte sich nochmals ab 2015. Ab 2016 trat Thomas mit Sänger Karl Frierson und Soulprint auf. Durch ihn lernte er die Gitarristin Yasi Hofer kennen, die er seit 2020 bei Live-Auftritten mit ihrem Solo-Projekt unterstützt.
Sowohl mit Gee-K, Just Two, und Karl Frierson als auch mit Yasi Hofer tritt Thomas zum heutigen Zeitpunkt (Stand 2022) gemeinsam auf.

## Diskografie
- Immaculate Fools: Woodhouse (1995, Cooking Vinyl)
- Immaculate Fools: Kiss and Punch (1996, Cooking Vinyl)
- Belcafé: Primadonna (2005, Helvetic Production)
- Captain Ludd: What Do I Do With These Blues (2008, Captain Ludd)
- Gee K.: 3rd & Last (2012, G-SUS-K Music)